# 正永寺
正永寺（しょうえいじ）は、長野県飯田市江戸町にある曹洞宗の寺院。詳名は圜悟山正永寺。本寺は越後顕聖寺。

## 歴史
1408年（応永15年）、風越山の麓の圜悟沢のあたりに閑居していた飯田城主の坂西由政が、正永寺原に寺を建立。坂西家が滅んだあと廃れていたところを、1567年（永禄10年）に能霊自果和尚が伽藍を再興し、曹洞宗の寺として再興・開山。その後1594年（文禄3年）に、当時の飯田藩主・京極高知の命により城下町開発に伴って現在地へ移転。現在の本堂は1832年（天保3年）と1902年（明治35年）の火災を経て1913年（大正2年）に再建されたもの。圜悟沢あたりの旧境内地には、長野県の天然記念物である大公孫木や、坂西家由来の宝篋印塔や五輪塔が現存している。1947年（昭和22年）の飯田大火を免れたことから、本堂の西にある墓地は整理されずに古いたたずまいを残す。

## 境内
本堂は二重屋根の仏殿様式。本尊の虚空蔵菩薩は坂西由政自伝。このほか1655年（明暦2年）に正永寺原から移築された観音堂（観音像は運慶作と伝えられ、四天王像を従えている）、庫裡、山門、鐘楼、馬堂を有する。

## 正永寺の枝垂れ桜
正永寺の本堂の正面には、樹高8ｍ、幹周3.8ｍのヒガンシダレがある。樹齢350年から400年。例年飯田市ホームページ「さくらさく」にて、開花情報が発表される。

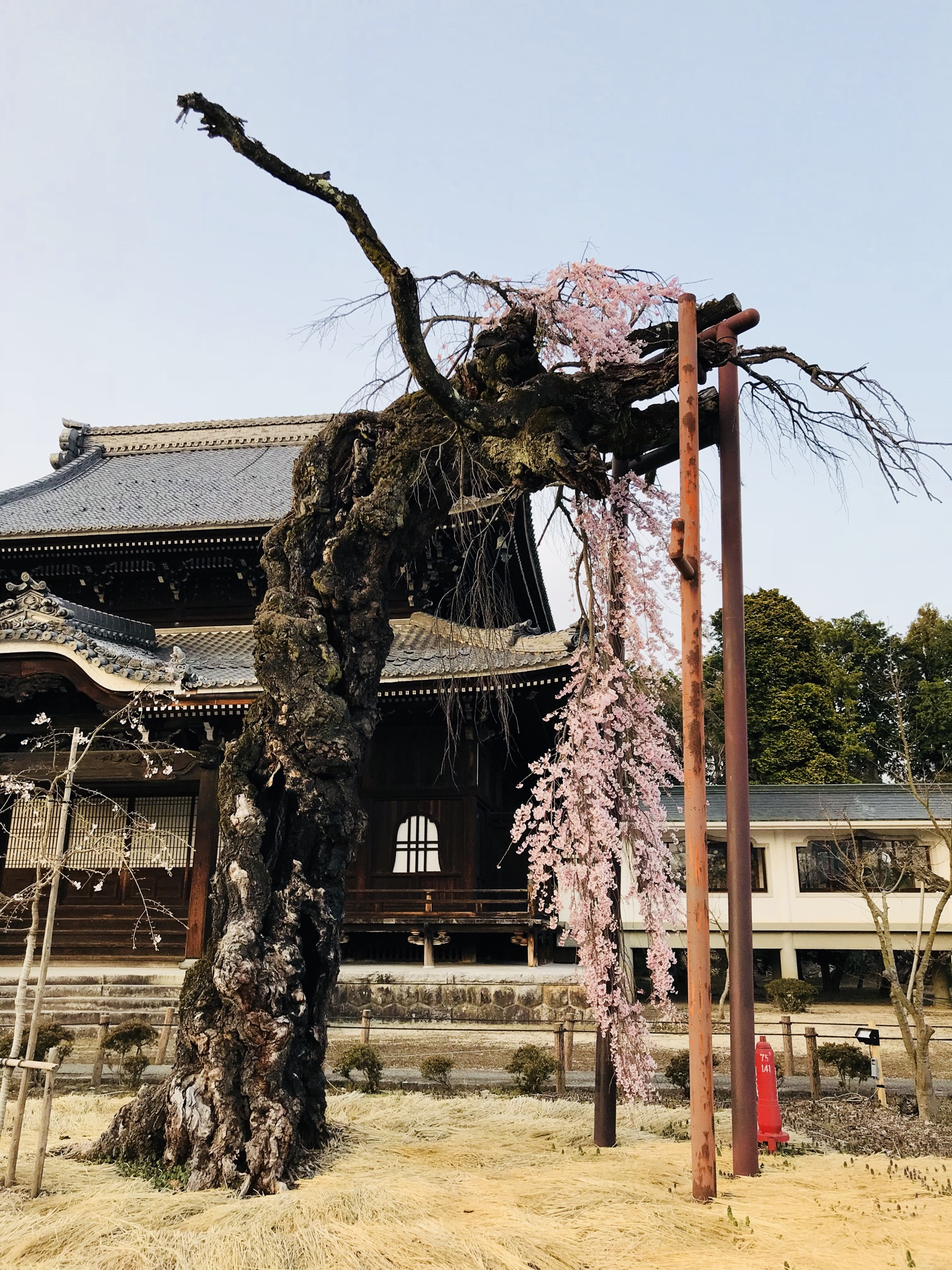
本堂前の枝垂れ桜（昼間）
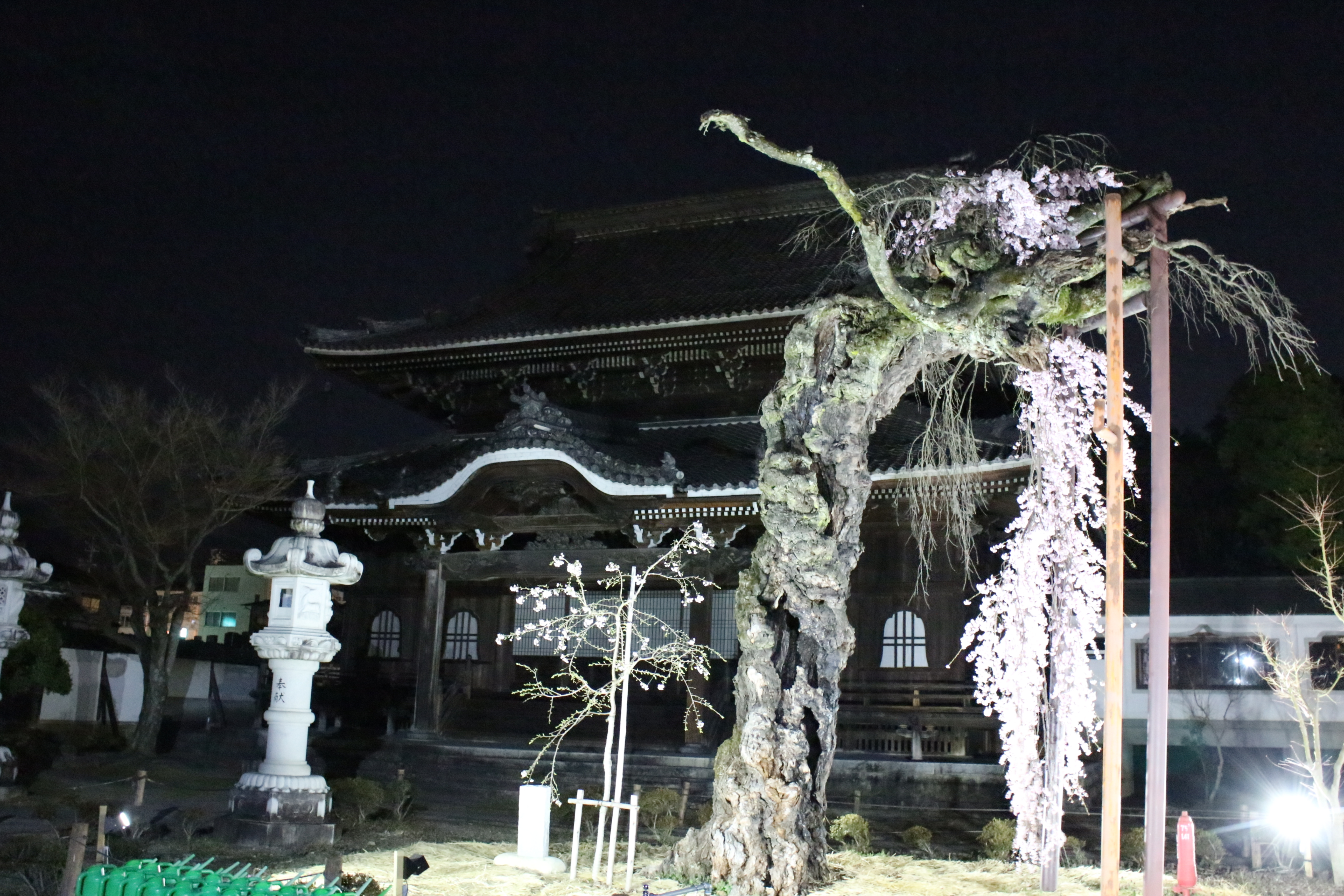
本堂前の枝垂れ桜（夜間）
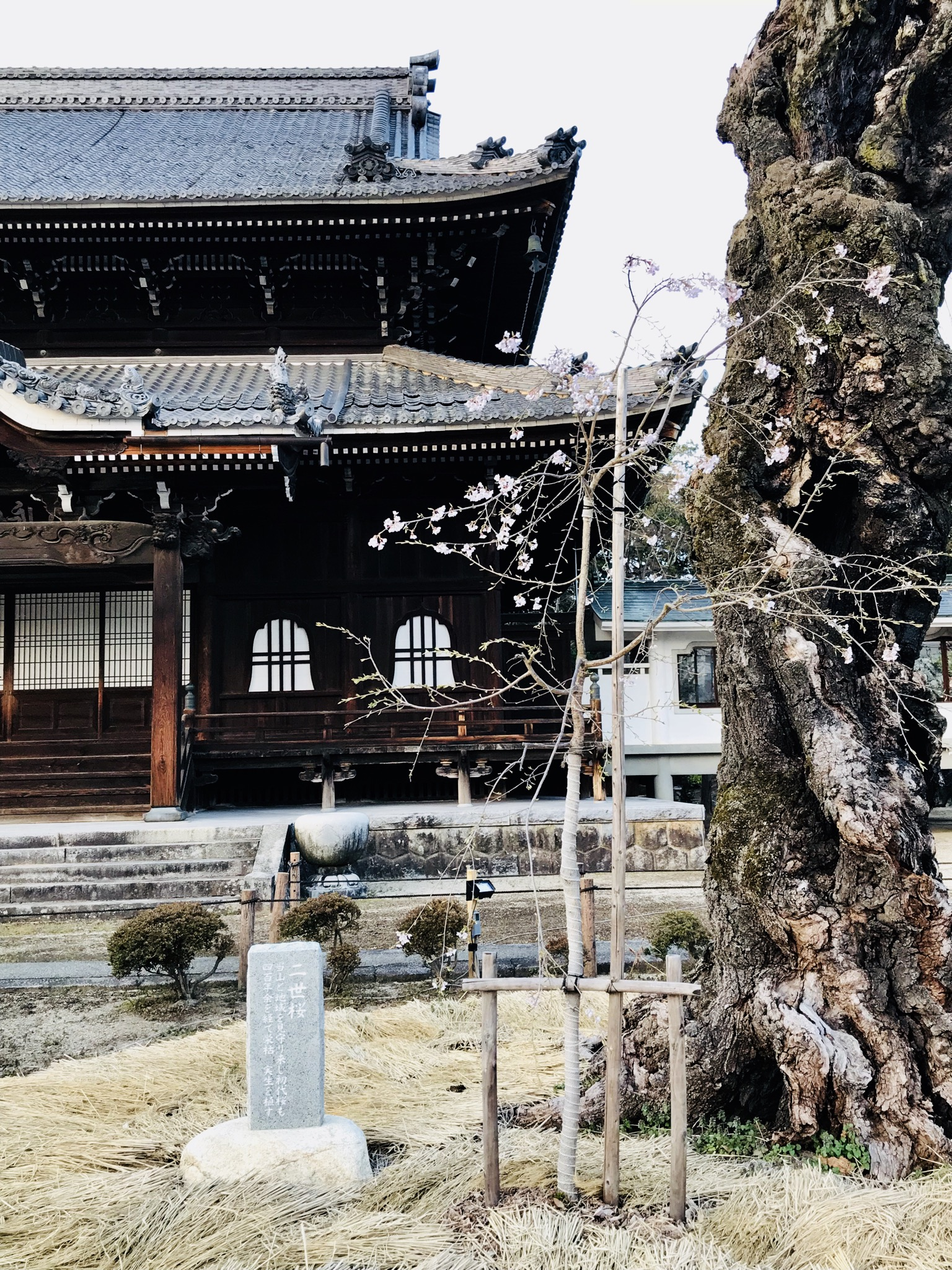
正永寺の2代目の桜

2019年7月15日朝、倒伏。7月9日に根元から傾き倒伏の恐れが出たために住職が伐採を決め、7月14日午後に撥遣法要を執り行った。庭師による伐採予定の午前8時を待つことなく、その30分ほど前に倒伏したとみられる。

## 交通アクセス
- 鉄道
  - JR飯田線飯田駅下車